# Tauschvertrag
Der Tauschvertrag (oder Tausch) ist ein schuldrechtlicher Vertrag, durch den sich beide Vertragsparteien zur gegenseitigen Übergabe, Übertragung und Übereignung von Sachen oder Rechten verpflichten.
Der Tauschvertrag ist einer der im BGB geregelten Vertragstypen wie Kauf-, Leih-, Miet- oder Schenkungsvertrag, die sich unter anderem in der Art der Gegenleistung voneinander unterscheiden. Der Tauschvertrag ähnelt dem Kaufvertrag; es ist jedoch kein Kaufpreis zu zahlen, sondern jeweils eine Sache oder ein Recht als Gegenleistung zu übergeben, zu übertragen und zu übereignen. Beim Tausch findet mithin kein Zahlungsvorgang statt.

## Geschichte
Vor der Etablierung von Märkten wurden Gegenstände ohne konkrete Bepreisung und Fälligkeitstermin in losen, solidarischen Schuldbeziehungen und gegenüber Fremden in Form von Gaben und Gegengeschenken ausgetauscht. Erst nach der Etablierung von Märkten tritt der Tauschhandel als Randform des Handels in Erscheinung, der immer dann vermehrt genutzt wird, wenn Geldsysteme zusammenbrechen, weil er dann als einzige Möglichkeit des Warenaustauschs angesehen wird.
Händler und Landwirte tauschten zwecks Bedarfsdeckung Gegenstände oder Nutztiere gegen Lebensmittel oder sonstigen Alltagsbedarf ein. Bereits das Alte Testament verlangte im 3. Buch Mose, dass der Tauschwert beider Tauschobjekte annähernd gleich sein sollte: „Man soll ein Tier nicht auswechseln noch tauschen, ein gutes gegen ein schlechtes oder ein schlechtes gegen ein gutes. Wenn aber jemand auswechselt ein Tier gegen das andere, so sollen sie beide heilig sein“ (Lev 27,10 ). Für die alten Babylonier bestand zwischen Kauf und Tausch kein großer juristischer Unterschied, denn sie wurden als wesensgleiche Rechtsgeschäfte mit dem Ziel des Güterumsatzes angesehen.
Auch die Römer kannten den Tauschhandel (lateinisch permutatio mercium, „Vertauschung der Waren“) und den Tauschvertrag (lateinisch contractus permutatorius), bei dem die Vertragsparteien gegenseitig Sachen mit einem ungefähr gleichen Tauschwert austauschten. Cicero verstand unter der „permutatio“ noch den Umsatz. Beim Tauschvertrag musste später Iulius Paulus zufolge für beide Vertragsparteien dem jeweiligen Empfänger an der Sache Eigentum verschafft werden.
Für Paulus war klar, dass beim Tausch nicht zwischen Käufer und Verkäufer unterschieden werden könne. Die Besonderheit beim Kauf besteht aber nicht nur in einer Geldzahlung, sondern in den grundsätzlich unterschiedlich auftretenden Erfüllungszeitpunkten. Der Barkauf, in der die beidseitige Erfüllung (scheinbar) sofort/zeitgleich stattfindet, wurde daher oft einem Tausch gleichgestellt, obwohl er dies juristisch nicht ist.
Im frühen römischen Recht begann bereits die Verdrängung des Tauschvertrages durch den Kaufvertrag (lateinisch emptio venditio; wörtlich: „Kauf/Verkauf“). Der hochklassische Jurist des 2. Jahrhunderts, Gaius, verlangte in seinen Institutionen, dass der Kaufpreis „in klingendem Geld“ zu bestehen habe. Doch der Geldmangel, der bereits unter Augustus begann, hielt den Tauschvertrag am Leben. So verschafften sich die Griechen Wein durch die Hingabe von Bronze, Eisen, Fellen und Sklaven.
Mit dem Frühmittelalter und dem Schwinden der Institution des Privateigentums ging man zur Naturalwirtschaft zurück, in der gegenseitig lediglich das Besitz- und Nutzungsrecht an Gegenständen ausgetauscht wurde. Das mittelhochdeutsche Wort „tûsch“ („Spaß, Gespött, Täuschung, Betrug“) etablierte sich erstmals 1172 in Priester Wernhers „Drei Liedern von der Magd“ („Driu liet von der maget“). Es wies bereits darauf hin, dass man sich beim Tausch durch unterschiedlich eingeschätzte Tauschwerte auch täuschen oder betrogen werden kann. Mit der Wiederbelebung des Privateigentums wurden Tauschgeschäfte nach und nach wieder durch Kaufverträge ersetzt. Dabei kam es innerhalb Deutschlands vor, dass bei Tauschgeschäften doppelte Zollgebühren verlangt wurden. Auch der Tausch von Grundstücken war üblich, auf diese Weise betrieben Grundstücksnachbarn private Flurbereinigung.
Das Allgemeine Preußische Landrecht (APL) vom Juni 1794 nannte die beiden Tausch-Kontrahenten Käufer und Verkäufer (I 11, § 364 APL) und räumte beiden die Möglichkeit ein, bei ungleichem Tauschwert „vom Tausch wieder abzugehen“ (I 11, § 365 APL). Das österreichische ABGB vom Januar 1812 definierte den Tausch als einen Vertrag, „wodurch eine Sache gegen eine andere Sache überlassen wird“ (§ 1045 ABGB).
Die in Staatsverträgen („Clearingabkommen“) festgelegten Vorschriften im Zahlungsverkehr bildeten sowohl in den Vorkriegs- als auch in den Kriegsjahren des Zweiten Weltkriegs die Grundlage für die schweizerischen Wirtschaftsbeziehungen mit den Achsenmächten. Die Weltwirtschaftskrise führte ab 1929 in den mittel- und osteuropäischen Staaten zu einer dramatischen Verknappung der Gold- und Devisenreserven. Die Regierungen Deutschlands und Italiens griffen zu rigorosen Zahlungs- und Handelsbeschränkungen, die auch mit der Schweiz zu einer starken Beeinträchtigung der Außenwirtschaftsbeziehungen führten. Zum Schutz der Exportindustrie und des Tourismus schloss die Schweizer Regierung 1934 mit Deutschland und 1935 mit Italien Clearingabkommen, welche den bilateralen Wirtschaftsverkehr nahezu ohne Austausch von effektiven Devisen sicherstellten. Auch wenn die Abkommen offiziell Clearingabkommen hießen, so handelte es sich hierbei doch um Kompensationsgeschäfte, weil etwa 20 % des Volumens mit Devisen zu bezahlen waren.
Devisenschwachen Entwicklungsländern bleibt heute meist als einzige Möglichkeit, Fertigerzeugnisse aus den Industriestaaten zu importieren, indem sie im Gegenzug ihre Rohstoffe im Rahmen von Tauschgeschäften exportieren. Selbst bei Ausnutzung von Marktmacht gelingt es den Entwicklungsländern meist nicht, hierdurch die Terms of Trade zu ihren Gunsten zu verbessern.

## Rechtsfragen
Wegen dieser Ähnlichkeit gelten für den Tauschvertrag gemäß § 480 BGB die Vorschriften über den Kaufvertrag (§ 433 ff. BGB) entsprechend. Der Tauschvertrag ist ein zweiseitig verpflichtender Vertrag. Jede Vertragspartei verspricht eine Leistung, um eine Gegenleistung zu erhalten. Leistung und Gegenleistung sind also in erster Linie schuldrechtlich miteinander verbunden (das Synallagma des do ut des). Dinglich sind sie miteinander verbunden, sobald eine Vertragspartei geleistet hat. Beide Vertragsparteien verpflichten sich gegenseitig zur Lieferung und Abnahme der Tauschobjekte. Bei der Minderung ist zu beachten, dass mangels Geldleistung eine Minderung des Kaufpreises nicht möglich ist. Entsprechend ist deshalb § 441 Abs. 3 BGB anzuwenden, wobei der objektive Wert der Sachen im mangelfreien Zustand zu ermitteln und in Geld auszugleichen ist.

## Wirtschaftliche Aspekte
Beim Tauschhandel (englisch barter, „Tauschgeschäft“) werden international Waren oder Dienstleistungen direkt gegen andere Waren oder Dienstleistungen getauscht, ohne dass ein Zahlungsvorgang stattfindet. Diese Handelsform ist üblich, wenn mindestens einer der zahlungspflichtigen Handelspartner (Importeur oder dessen Staat) an Devisenmangel oder Geldmangel leidet. Durch Tauschhandel kommen in einer Volkswirtschaft mehr Transaktionen zustande, weil sich auch unter Geldmangel leidende Marktteilnehmer als Nachfrager beteiligen können. Die im Januar 2019 gegründete Instex ist ein Clearinghaus für das Barter-Clearing, das den Tauschhandel mit dem Iran durchführen soll, um Exporte oder Importe gegen sanktionsbedrohte Geldzahlung zu umgehen. Bei Kompensationsgeschäften (englisch countertrading) liegt kein Tauschvertrag zugrunde, weil gegenseitig Waren geliefert und verrechnet werden und die Spitzenbeträge in Geld auszugleichen sind.
Bedeutsamster Tauschvertrag in der Wirtschaft ist die Einbringung des Betriebsvermögens (englisch transfer of assets) oder eines Mitunternehmer-Anteils in eine Kapital- oder Personengesellschaft. Auch der bei Unternehmensübernahmen vorkommende Aktientausch (englisch stock swap) führt dazu, dass der Kaufpreis für ein Unternehmen ganz oder teilweise durch gegenseitigen Tausch eigener Aktien finanziert wird.